# Стара Бордзілувка
Стара Бордзілувка (пол. Stara Bordziłówka) — село в Польщі, у гміні Лешна-Подляська Більського повіту Люблінського воєводства.
Населення — 301 особа (2011).
У 1975-1998 роках село належало до Білопідляського воєводства.

## Демографія
Демографічна структура станом на 31 березня 2011 року:
|          | Загалом | Допрацездатний вік | Працездатний вік | Постпрацездатний вік |
| -------- | ------- | ------------------ | ---------------- | -------------------- |
| Чоловіки | 152     | 32                 | 106              | 14                   |
| Жінки    | 149     | 41                 | 76               | 32                   |
| Разом    | 301     | 73                 | 182              | 46                   |